# Uherský Ostroh
Uhersky Ostroh (pronunție în cehă [ˈuɦɛrskiː ˈostrox]) este un oraș în districtul Uherské Hradiště din regiunea Zlín a Republicii Cehe, situat la aproximativ 11 km sud-vest de Uherské Hradiště. El se află în regiunea etnografică Slovácko.

## Orașe înfrățite–orașe gemene
Este înfrățit cu:

Trenčianske Teplice  